# TuS Herrensohr
Der TuS 1902 Herrensohr ist ein Sportverein aus dem Saarbrücker Stadtteil Herrensohr.

## Geschichte
Im Jahr 1902 wurde der „Turn- und Spielclub Herrensohr“ gegründet, der sich im Folgejahr der Deutschen Turnerschaft anschloss. Nach dem Ersten Weltkrieg benannte man sich in „Turnverein 02 Herrensohr“ um, 1930 wurde nach der Auflösung des SV 1919 Herrensohr eine Fußballabteilung gegründet. Während des Zweiten Weltkriegs konnte nur bedingt Sport ausgeübt werden, nach dessen Ende erhielt der Verein seinen heutigen Namen. 1955 stieg die Fußballabteilung in die drittklassige Amateurliga Saarland auf, zwei Jahre später musste der TuS Herrensohr jedoch wieder absteigen. In der Saison 2017/18 wurde der TuS Meister der Saarlandliga. Auf die damit erworbene Berechtigung zum Aufstieg in die Oberliga Rheinland-Pfalz/Saar verzichtete der Verein jedoch.

## Bekannte Mitglieder
- Werner Prauß, 1949 mit der A-Jugend Saarland-Vizemeister, 1955 Aufstieg mit der 1. Mannschaft in die Amateurliga Saarland, 1956 ein Länderspiel für die saarländische Nationalmannschaft

## Erfolge
- 2018 Meister der Fußball-Saarlandliga